# Zitelmann de Oliva
Zitelmann José Santos de Oliva (Salvador, 31 de janeiro de 1924 — Salvador, 14 de abril de 1991) foi um advogado, jornalista. professor, e escritor, brasileiro, imortal fundador da cadeira número 32 da Academia de Letras da Bahia  e um dos fundadores do extinto Jornal da Bahia

## Biografia
Professor do curso de Jornalismo da Universidade Federal da Bahia, foi diretor-superintendente: do Jornal da Bahia e no mesmo período escrevia a  coluna Mirante", cujas crônicas reuniu no livro intitulado "Um Homem e sua Sombra", com prefácio de Alceu Amoroso Lima.
Casado com a Sra. Lígia Santana Vieira de Oliva, com quem teve cinco filhos: José Vieira Neto, Teresa, Ana Luiza, Roberto Oliva e Maria Clara.
Entre suas obras estão Ação e Reflexão; Viagem em Torno de um Relatório ou Problemas de uma Universidade; São Coisas da Vida e Discurso do Cinquentenário
Em 24 de outubro de 1968, tomou posse como imortal da Academia de Letras da Bahia, Cadeira 32, sucedendo a Isaías Alves.
Morreu em Salvador aos 67 anos, em 14 de abril de 1991.
Em sua homenagem, foi denominada Zitelmann de Oliva, uma rua no Bairro Praia do Flamengo em Salvador.